# 32103 Re'emsari
32103 Re'emsari è un asteroide della fascia principale. Scoperto nel 2000, presenta un'orbita caratterizzata da un semiasse maggiore pari a 2,3576711 au e da un'eccentricità di 0,2535964, inclinata di 5,27476° rispetto all'eclittica.
L'asteroide è dedicato all'astrofisico israeliano Re'em Sari.